# Gymnelia lycopolis
Gymnelia lycopolis är en fjärilsart som beskrevs av Druce 1883. Gymnelia lycopolis ingår i släktet Gymnelia och familjen björnspinnare. Inga underarter finns listade i Catalogue of Life.